# FIA GT

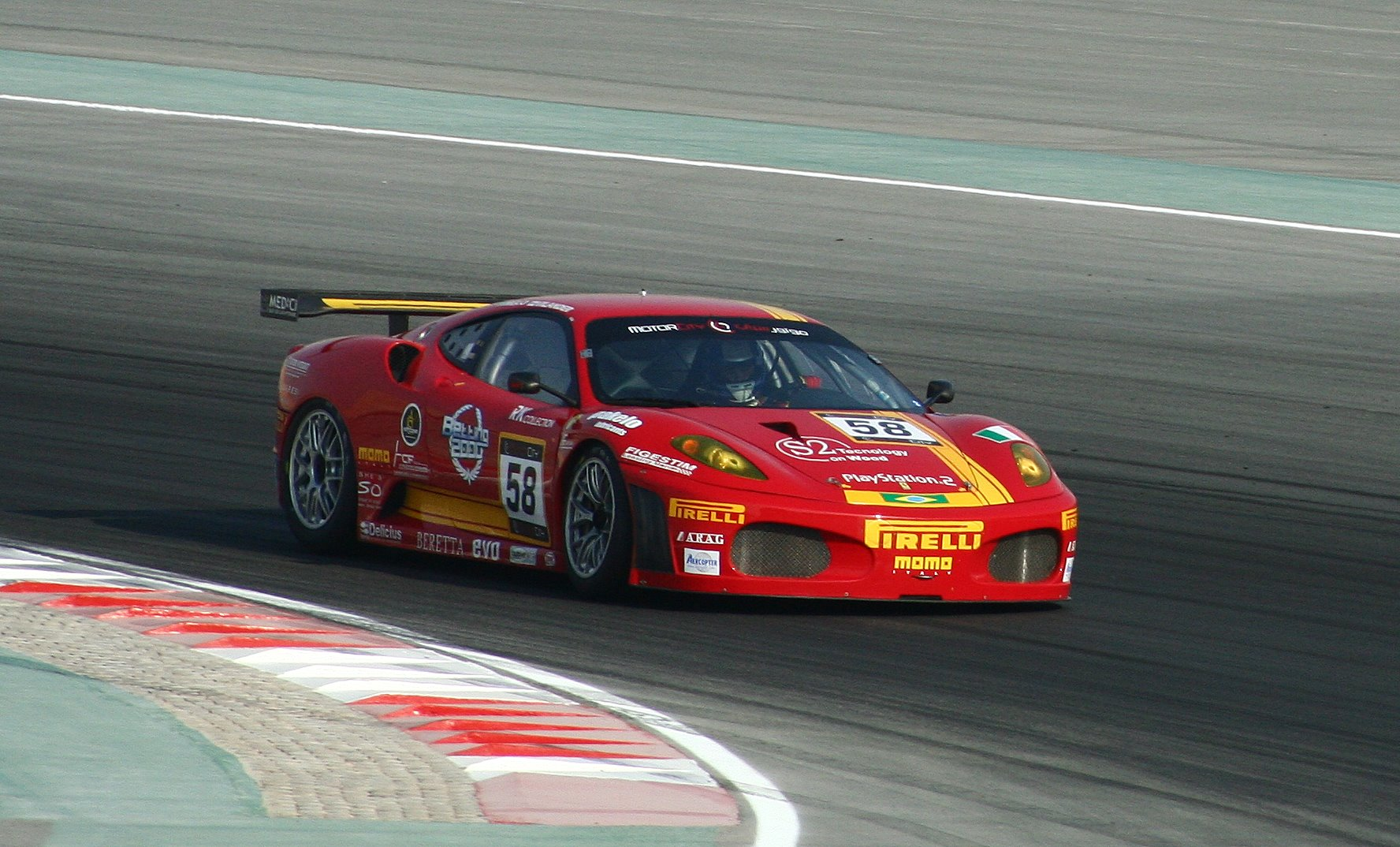
Ferrari F430 in de GT2.

Het FIA GT kampioenschap was het officiële wereldkampioenschap voor GT-wagens dat georganiseerd werd tussen 1997 en 2009. Vanaf 2010 werd het kampioenschap vervangen door het FIA GT1 World Championship. De races werden gereden met productiewagens die afhankelijk van de klasse waarin ze meededen veel of weinig aangepast werden.
Alle races in het FIA GT kampioenschap waren langeafstandsraces en hadden een afstand van ongeveer 500 km of duurden drie uur, met uitzondering van de 24 uur van Spa-Francorchamps.

## Geschiedenis
Het FIA GT kampioenschap is in 1997 ontstaan uit de BPR GT series die georganiseerd werden tussen 1994 en 1996. Toen de International Touring Car Series van de FIA geen succes bleken te zijn en het BPR GT kampioenschap dreigde te verdwijnen besloot de FIA om zelf het GT kampioenschap te organiseren, onderverdeeld in twee categorieën: GT1 en GT2. Mercedes-Benz, BMW McLaren, Porsche, Panoz en Lotus namen deel in de GT1 klasse, Porsche, Marcos en Chrysler in de GT2. In 1999 werd de GT1 klasse geschrapt en werd de GT2 omgedoopt tot GT. Een jaar later werd weer een tweede klasse toegevoegd met de N-GT. In 2005 werd overgegaan op de oude indeling met GT1 en GT2 en in 2006 wordt ook een GT3 kampioenschap georganiseerd.

## Belgen
Sinds 2005 neemt het Belgische team PK-Carsport (voorheen GLPK-Carsport) deel in de GT1 klasse met een Corvette. De coureurs zijn de Belgen Anthony Kumpen en Bert Longin. In 2005 wonnen ze de vierde wedstrijd in Imola en de negende wedstrijd in Zhuhai met een Corvette C5-R. In 2006 werd de vijfde wedstrijd op het circuit van Paul Ricard gewonnen met een Corvette C6-R. In 2007 namen ze terug deel met de C5-R, maar nu de wagen waarschijnlijk niet meer competitief zal zijn in 2008, heeft het Hasseltse team beslist om over te stappen naar een Saleen S7-R.
In de G2 klasse neemt sinds 2005 Belgian Racing deel met een Gillet Vertigo. In 2007 zijn de piloten Bas Leinders en Renaud Kuppens.

## Nederlanders
Het meest succesvolle Nederlandse team dat heeft meegedaan aan het Fia GT kampioenschap is Carsport Holland. Het team heeft meerdere races gewonnen met bekende Nederlandse coureurs zoals Mike Hezemans en Tom Coronel.

## Erelijst
| Jaar | Klasse | Piloot                                    | Team                       | Wagen                 |
| ---- | ------ | ----------------------------------------- | -------------------------- | --------------------- |
| 1997 | GT1    | Bernd Schneider                           | AMG Mercedes               | Mercedes-Benz CLK-GTR |
| 1997 | GT2    | Justin Bell                               | Viper Team Oreca           | Chrysler Viper GTS-R  |
|      |        |                                           |                            |                       |
| 1998 | GT1    | Klaus Ludwig / Ricardo Zonta              | AMG Mercedes               | Mercedes-Benz CLK-GTR |
| 1998 | GT2    | Olivier Beretta / Pedro Lamy              | Viper Team Oreca           | Chrysler Viper GTS-R  |
|      |        |                                           |                            |                       |
| 1999 | GT     | Olivier Beretta / Karl Wendlinger         | Viper Team Oreca           | Chrysler Viper GTS-R  |
|      |        |                                           |                            |                       |
| 2000 | GT     | Julian Bailey / Jamie Campbell-Walter     | Lister Storm Racing        | Lister Storm          |
| 2000 | N-GT   | Christophe Bouchut / Patrice Goueslard    | Larbre Competition Chereau | Porsche 996 GT3-R     |
|      |        |                                           |                            |                       |
| 2001 | GT     | Christophe Bouchut / Jean-Philippe Belloc | Larbre Competition Chereau | Chrysler Viper GTS-R  |
| 2001 | N-GT   | David Terrien / Christian Pescatori       | JMB Racing                 | Ferrari 360 Modena    |
|      |        |                                           |                            |                       |
| 2002 | GT     | Christophe Bouchut                        | Larbre Competition Chereau | Chrysler Viper GTS-R  |
| 2002 | N-GT   | Stephane Ortelli                          | Freisinger Motorsport      | Porsche 996 GT3-R     |
|      |        |                                           |                            |                       |
| 2003 | GT     | Thomas Biagi / Matteo Bobbi               | BMS Scuderia Italia        | Ferrari 550 Maranello |
| 2003 | N-GT   | Stephane Ortelli / Marc Lieb              | Freisinger Motorsport      | Porsche 996 GT3-RS    |
|      |        |                                           |                            |                       |
| 2004 | GT     | Luca Cappellari / Fabrizio Gollin         | BMS Scuderia Italia        | Ferrari 550 Maranello |
| 2004 | N-GT   | Sascha Maassen / Lucas Luhr               | Freisinger Motorsport      | Porsche 996 GT3 RSR   |
|      |        |                                           |                            |                       |
| 2005 | GT1    | Gabriele Gardel                           | Larbre Compétition         | Ferrari 550 Maranello |
| 2005 | GT2    | Marc Lieb / Mike Rockenfeller             | GruppeM Racing             | Porsche 996 GT3 RSR   |
|      |        |                                           |                            |                       |
| 2006 | GT1    | Michael Bartels / Andrea Bertolini        | Vitaphone Racing Team      | Maserati MC12         |
| 2006 | GT2    | Jaime Melo                                | AF Corse                   | Ferrari F430          |
|      |        |                                           |                            |                       |
| 2007 | GT1    | Thomas Biagi                              | Vitaphone Racing Team      | Maserati MC12         |
| 2007 | GT2    | Dirk Müller / Toni Vilander               | AF Corse                   | Ferrari F430          |
|      |        |                                           |                            |                       |
| 2008 | GT1    | Michael Bartels / Andrea Bertolini        | Vitaphone Racing Team      | Maserati MC12         |
| 2008 | GT2    | Gianmaria Bruni / Toni Vilander           | AF Corse                   | Ferrari F430          |
|      |        |                                           |                            |                       |
| 2009 | GT1    | Michael Bartels / Andrea Bertolini        | Vitaphone Racing Team      | Maserati MC12         |
| 2009 | GT2    | Richard Westbrook                         | Prospeed Competition       | Porsche 911 GT3       |